# Theophil
Theophil ist ein aus dem Griechischen (θεοφιλής theophilēs ‚gottgeliebt, sehr glücklich [von Personen]‘) stammender männlicher Vorname. Die deutsche Lehnübersetzung ist Gottlieb, die (alt)lateinische Entsprechung Amadeus.

## Namensträger

### Theophil
- Theophil Antonicek (1937–2014), österreichischer Musikwissenschaftler
- Theophil Bienert (1833–1873), deutsch-russischer Botaniker
- Theophil Burckhardt-Biedermann (1840–1914), Schweizer Historiker und Lehrer
- Theophil Christen (1873–1920), Schweizer Arzt, Mathematiker und Physiker
- Theophil Dachtler (* 1553 oder 1554; † nach 1630), deutscher Jurist und Autor
- Theophil Eicher (1932–2016), deutscher Chemiker und Hochschulprofessor
- Theophil Forchhammer (1847–1923), Schweizer Kirchenmusiker, Organist und Komponist
- Theophil Frey (Architekt) (1845–1904), deutscher Architekt
- Theophil Frey (Jurist) (1881–1957), deutscher Verwaltungsjurist
- Theophil Gaehtgens (1847–1919), deutschbaltischer Geistlicher und livländischer Generalsuperintendent
- Theophil Gallo (* 1957), deutscher Landrat
- Theophil Georgi (1674–1762), deutscher Buchhändler, Verleger und Bibliograph
- Theophil Gerber (1931–2022), deutscher Diplomlandwirt und Autor von Agrarlexika
- Theophil Großgebauer (1627–1661), deutscher lutherischer Theologe
- Theophil Friedrich von Hack (1843–1911), deutscher Oberbürgermeister
- Theophil von Hansen (1813–1891), dänisch-österreichischer Baumeister und Architekt des Klassizismus
- Theophil Herder-Dorneich (1898–1987), deutscher Verleger
- Theophil Henry Hildebrandt (1888–1980), US-amerikanischer Mathematiker
- Theophil Ischer (1885–1954), Schweizer Lehrer und Prähistoriker
- Theophil Kaufmann (1888–1961), deutscher Politiker (CDU)
- Theophil Krawielitzki (1866–1942), deutscher evangelischer Pfarrer und Direktor des Deutschen Gemeinschafts-Diakonieverbandes
- Theophil Ernst Kriese (1785–1848), deutscher Schriftsteller und Pädagoge
- Theophil Krolik (1851–1906), deutscher christlicher Gewerkschafter und Mitglied des Deutschen Reichstags (Zentrum)
- Theophil Laitenberger (1903–1996), deutscher Komponist, Kirchen- und Schulmusiker
- Theophil Lambacher (1899–1981), deutscher Mathematiker, Pädagoge und Kultusbeamter
- Theophil Lamy (1871–1938), deutscher katholischer Priester und Autor
- Theophil Lotz (1842–1908), Schweizer Mediziner, Kantonsarzt und Autor
- Theophil Magdzinski (1818–1889), Politiker der polnischen Minderheit in Preußen und dem Deutschen Kaiserreich
- Theophil Noack (1840–1918), deutscher Zoologe und Lehrer
- Theophil Preiswerk (1846–1919), Schweizer Landschafts- und Genremaler
- Theophil Mitchell Prudden (1849–1924), US-amerikanischer Pathologe und Bakteriologe
- Theophil Richter (Bergmeister) (1636–um 1699), böhmischer Bergbeamter und Lehrer
- Theophil Richter (Musiker) (Theophil Danilowitsch Richter; 1872–1941), russlanddeutscher Musiker und Komponist
- Theophil Roniger (1844–1913), Schweizer Brauer, Unternehmer und Politiker
- Theophil Spörri (Theologe, 1887) (1887–1955), Schweizer Theologe
- Theophil Spoerri (Romanist) (1890–1974), Schweizer Romanist
- Theophil Spoerri (Theologe, 1939) (* 1939), Schweizer Pfarrer und Autor
- Theophil Sprecher von Bernegg (1850–1927), Schweizer Offizier, Generalstabschef der Schweizer Armee
- Theophil Steinbrenner (1946–2018), deutscher Bildender Künstler
- Theophil Studer (1845–1922), Schweizer Mediziner und Zoologe
- Theophil Tschudy (1847–1911), Schweizer Architekt
- Theophil Andreas Volckmar (* um 1684; † 1768) war ein deutscher Organist und Komponist
- Theophil Weber (1852–1908), Schweizer Autor und Herausgeber, Verleger in Leipzig
- Theophil Wurm (1868–1953), von 1929 bis 1948 Landesbischof der Evangelischen Landeskirche in Württemberg
- Theophil Zolling (1849–1901), deutscher Journalist, Herausgeber, Literaturkritiker und Romancier

Zweitname
- Peter Rieß (Peter Theophil Rieß; 1804–1883), deutsch-jüdischer Physiker
- Martin Theophil Polak (* um 1570; † 1639), aus Polen stammender Maler des Frühbarock
- Hubert Theophil Simar (1835–1902), deutscher römisch-katholischer Geistlicher, Bischof von Paderborn, später Erzbischof von Köln
- Sigmund Theophil Staden (1607–1655), deutscher Organist, Komponist, Stadtpfeifer, Maler und Dichter

### Teofil
- Teofil Kopystynskyj (1844–1916),n ukrainischer Maler, Porträtist und Restaurator
- Teofil Lenartowicz (1822–1893), polnischer Dichter
- Teofil Ociepka (1891–1978), polnischer autodidaktischer Maler und Theosoph
- Teofil Sałyga (1923–2001), polnischer Radrennfahrer, nationaler Meister im Radsport
- Teofil Wilski (1935–2022), polnischer römisch-katholischer Geistlicher und Weihbischof in Kalisz

### Théophile
- Théophile Alajouanine (1890–1980), französischer Psychiater
- Théophile Bader (1864–1942), französischer Textil-Kaufmann, Gründer der Galeries Lafayette
- Théophile Becker (1906–1942), luxemburgischer römisch-katholischer Geistlicher und Märtyrer
- Édouard-Théophile Blanchard (1844–1879), französischer Maler
- Théophile Bonet (1620–1689), Genfer Arzt
- Théophile de Bordeu (1722–1776), französischer Arzt, früher Vertreter des Vitalismus
- Théophile Chauvel (1831–1909), französischer Maler, Radierer, Lithograf und Fotograf
- Théophile Delcassé (1852–1923), Staatsmann der französischen Dritten Republik
- Théophile Deyrolle (1844–1923), französischer Maler, Illustrator und Keramiker
- Théophile de Donder (1872–1957), belgischer Physiker und Physikalischer Chemiker
- Théophile Marion Dumersan (1780–1849), französischer Bühnenautor, Lyriker, Librettist und Numismatiker
- Théophile Durand (1855–1912), belgischer Botaniker
- Théophile Ferron (1830–1894), französischer General und Kriegsminister
- Théophile Gautier (1811–1872), französischer Schriftsteller
- Théophile Gide (1822–1890), französischer Genre- und Historienmaler
- Théophile Homolle (1848–1925), französischer Klassischer Archäologe und Epigraphiker
- Théophile Georges Kassab (1945–2013), syrischer Geistlicher und syrisch-katholischer Erzbischof von Homs
- Théophile Laforge (1863–1918), französischer Geiger und Bratschist
- Théophile Lalliet (1837–1892), französischer Komponist und Dirigent klassischer Musik
- Théophile Moreux (1867–1954), französischer Lehrer und Astronom
- Théophile Nare (* 1966), burkinischer Geistlicher, römisch-katholischer Bischof von Kaya
- Théophile Onfroy (* 1992), französischer Ruderer
- Théophile-Jules Pelouze (1807–1867), französischer Chemiker
- Théophile Robert (1879–1954), Schweizer Maler, Zeichner, Graveur und Glasmaler
- Théophile de Rutté (1826–1885), Schweizer Kaufmann, von 1850 bis 1854 erster Honorarkonsul der Schweiz in Kalifornien
- Théophile Seyrig (1843–1923), deutschstämmiger belgischer Architekt
- Théophile-Alexandre Steinlen (1859–1923), französischer Maler, Zeichner, Grafiker und Illustrator schweizerischer Herkunft
- Théophile Tavier (1889–1944), belgischer römisch-katholischer Geistlicher und Märtyrer
- Théophile Thoré (1807–1869), französischer Kunsthistoriker
- Alexandre-Théophile Vandermonde (1735–1796), französischer Musiker, Mathematiker und Chemiker
- Théophile Verbist (1823–1868), belgischer römisch-katholischer Geistlicher, Ordensgründer und Missionar in China
- Théophile de Viau (1590–1626), französischer Schriftsteller